# Igualeja
Igualeja – gmina w Hiszpanii, w prowincji Malaga, w Andaluzji, o powierzchni 43,87 km². W 2011 roku gmina liczyła 871 mieszkańców.